# カサ王国
カサ王国、またはカサンガは15世紀後期、現在のセネガルの下カザマンスに存在した王国である。 領内の住民のほとんどはバヌンまたはカサンケである。15世紀にはポルトガルの奴隷商人や貿易商人がこの地域に交易所を設立し、カサの王とも通商関係を結んだ。16世紀後半から17世紀前半にかけて、カサ王国の地域はカーブ王国の支配下となった。